# Dieveniškės
Dieveniškės is een plaats in de gemeente Šalčininkai in het Litouwse district Vilnius. De plaats telt 916 inwoners (2001) van voornamelijk etnisch-Poolse afkomst.
De plaats en het omliggende regionale park Dieveniškės zijn vrijwel geheel omgeven door Wit-Rusland. Over Litouws grondgebied is Dieveniškės alleen via één weg over een 2,5 km brede smalle landstrook te bereiken.